# معهد جوزيفينا سي. بيغنوني للعيون
يقدم معهد جوزيفينا سي. بيجنوني لإعادة تأهيل المكفوفين وضعاف البصر خدمات إعادة التأهيل في بوينس آيرس ، الأرجنتين. يُموّل المعهد من قِبل الإدارة البلدية للإعاقة (وهي وكالة تابعة للمجلس التشريعي لمدينة بوينس آيرس ) ووزارة الصحة العامة . تأسس المعهد عام ٢٠٠١.  يهدف المعهد إلى تعزيز صحة العين والوقاية من أمراض العيون واكتشافها وعلاجها. 

## تاريخ
كان المنزل الذي تقع فيه المؤسسة تبرعًا من عائلة بينيوني للحكومة الفيدرالية، التي بدورها منحت العقار لبلدية فيسينتي لوبيز لاستخدامه كمركز لإعادة تأهيل الأشخاص ضعاف البصر. دخل التبرع حيز التنفيذ في 23 مايو 2000، وتأسس المعهد في عام 2001. 
في عام ٢٠١٣، اقتُرح إغلاق المركز ونقل المرضى إلى مراكز رعاية أخرى. عارض أعضاء الحزب الاشتراكي الأرجنتيني ومجموعات دعم المرضى هذا الاقتراح.  وفي أغسطس ٢٠١٤، تقرر استمرار عمل المركز، ورصد وزارة الصحة تمويلًا له. 

## أنشطة
يساعد المعهد المرضى على العودة إلى المجتمع. يستضيف المعهد مكتبة صوتية ، وورش عمل بطريقة برايل ، ومسرحًا، وحوارًا، وكتابةً، وبستنةً، وترفيهًا، وسياحةً، وسيراميكًا، وأقمشة، ولومين (مجموعة من القراء المتطوعين). كما يوفر العلاج الفردي والجماعي للمرضى وعائلاتهم. ويعمل الأخصائيون الاجتماعيون على تعزيز الدفاع عن حقوق المرضى، وتشجيعهم على المشاركة الفعّالة، والحد من المخاطر الاجتماعية، وتسهيل الحصول على الموافقات اللازمة لتصنيفهم كأشخاص ذوي إعاقة. كما يوفر المعهد برامج تثقيفية حول كيفية دمج الطلاب ذوي الإعاقة البصرية في المدارس. 
المكتبة الصوتية مفتوحة للجميع. تتضمن نسخًا من الكتب المصورة (مع دعم للكتابة بالحبر)، والكتب الصوتية (مع دعم لأشرطة الكاسيت)، والكتب الرقمية المسموعة (مع دعم للأقراص المدمجة)، والمنشورات المكتوبة بطريقة برايل. تعمل المكتبة على تحويل المواد المقروءة إلى صيغة صوتية. 

## التجديدات
تم إجراء تجديدات كبيرة، داخلية وخارجية، على المعهد في عام 2013. وقد تم ذلك لتحسين الرعاية والسلامة لـ 1500-1700 مريض يتم علاجهم في المعهد كل شهر.  

## أنظر أيضاً
- الطب الفيزيائي وإعادة التأهيل
- الرعاية الصحية في الأرجنتين